# Limnophila sikorai
Limnophila sikorai är en tvåvingeart som beskrevs av Alexander 1921. Limnophila sikorai ingår i släktet Limnophila och familjen småharkrankar.
Artens utbredningsområde är Madagaskar. Inga underarter finns listade i Catalogue of Life.